# Cumberland (Maine)
Cumberland város az USA Maine államában, Cumberland megyében. Lakosainak száma 8473 fő (2020. április 1.).

## Népesség
A település népességének változása:

| 2010 | 7 211 |
| 2020 | 8 473 |